# Rohrauer Größtenberg
Rohrauer Größtenberg är ett berg i Österrike.   Det ligger i distriktet Kirchdorf och förbundslandet Oberösterreich, i den centrala delen av landet, 160 km väster om huvudstaden Wien. Toppen på Rohrauer Größtenberg är 1 810 meter över havet, eller 247 meter över den omgivande terrängen. Bredden vid basen är 2,0 km. Rohrauer Größtenberg ingår i Sengsengebirge.
Terrängen runt Rohrauer Größtenberg är kuperad åt nordväst, men åt sydost är den bergig. Närmaste större samhälle är Molln, 11,3 km norr om Rohrauer Größtenberg. 
I omgivningarna runt Rohrauer Größtenberg växer i huvudsak blandskog. Runt Rohrauer Größtenberg är det ganska glesbefolkat, med 45 invånare per kvadratkilometer.